# セルジオ・ホドリゴ・ドス・サントス
セルジーニョ（Serginho, 1989年7月25日 - ）は、ブラジル・サンパウロ州出身のフットサル選手。プリメーラ・ディビシオンのインテル・モビスター所属。ポジションはアラ。フットサルブラジル代表。本名はセルジオ・ホドリゴ・ドス・サントス (Sérgio Rodrigo dos Santos)。出身地名を付けてセルジーニョ・パウリスタと呼ばれることもある。

## 経歴
サンパウロ州オサスコ出身。10歳でフットサルをはじめ、15歳で本格的にプレーし始めた。2012年シーズンはサンタカタリーナ州ジョインヴィレにあるクローナ・フットサル (Krona) でプレーし、リーガ・フットサル（Liga Futsal、ブラジル1部）で準優勝。2013年シーズンはサンタカタリーナ州コンコルディアのアソシアション・コンコルディエンセ・フットサル（通称：コンコルディア、Concordia）でプレーし、やはり準優勝。2年連続で地方都市のクラブを躍進させたが、セルジーニョのタイトルを阻んだのはいずれもADCインテッリだった。この活躍で、ネイ・ペレイラ (Ney Pereira) 監督によってフットサルブラジル代表に招集された。
2013年7月25日には、セルジーニョ曰く「世界最高のクラブ」であるポルトガルのSLベンフィカに移籍。名古屋オーシャンズから移籍した逸見勝利ラファエルとチームメイトとなり、2013-14シーズンは背番号10番を付けてプレー。ベンフィカとの契約は2014年末まで残っていたが、2014年8月上旬、ベンフィカは契約解除金を支払ってセルジーニョを放出した。
2014年11月、2014-15シーズン途中にFリーグの名古屋オーシャンズに加入。名古屋はブラジル人得点源のシンビーニャが全治6か月の大怪我を負って長期離脱しており、ブラジル人のビクトル・アコスタ・ガルシア監督は代役を探していた。11月16日の府中アスレティックFC戦でデビューすると、チーム最多の9本のシュートを放って初得点も挙げた。2014-15シーズンは12試合6得点。
2017年にはプリメーラ・ディビシオンのインテル・モビスターに移籍した。

## 所属クラブ
- 2009  サンパウロ・フットサル
- 2010  フォズ・フットサル
- 2011  サンパウロ・フットサル
- 2011-2012  PFC CSKAモスクワ
- 2012  クローナ・フットサル
- 2013  コンコルディア・フットサル
- 2013.7-2014.8  SLベンフィカ
- 2014.11-2017  名古屋オーシャンズ（Fリーグ）
- 2017-  インテル・モビスター

## 個人成績
| 国内大会個人成績 | 国内大会個人成績 | 国内大会個人成績 | 国内大会個人成績 | 国内大会個人成績 | 国内大会個人成績 | 国内大会個人成績 | 国内大会個人成績 | 国内大会個人成績 | 国内大会個人成績 | 国内大会個人成績 | 国内大会個人成績 |
| 年度             | クラブ           | 背番号           | リーグ           | リーグ戦         | リーグ戦         | リーグ杯         | リーグ杯         | オープン杯       | オープン杯       | 期間通算         | 期間通算         |
| 年度             | クラブ           | 背番号           | リーグ           | 出場             | 得点             | 出場             | 得点             | 出場             | 得点             | 出場             | 得点             |
| 日本             | 日本             | 日本             | 日本             | リーグ戦         | リーグ戦         | オーシャン杯     | オーシャン杯     | 全日本選手権     | 全日本選手権     | 期間通算         | 期間通算         |
| ---------------- | ---------------- | ---------------- | ---------------- | ---------------- | ---------------- | ---------------- | ---------------- | ---------------- | ---------------- | ---------------- | ---------------- |
| 2014-15          | 名古屋           | 11               | Fリーグ          | 12               | 6                |                  |                  |                  |                  |                  |                  |
| 2015-16          | 名古屋           | 11               | Fリーグ          | 28               | 17               |                  |                  |                  |                  |                  |                  |
| 通算             | 日本             | 日本             | Fリーグ          | 40               | 23               |                  |                  |                  |                  |                  |                  |
| 通算             | 日本             | 日本             |                  | 40               | 23               |                  |                  |                  |                  |                  |                  |
| 総通算           |                  |                  |                  |                  |                  |                  |                  |                  |                  |                  |                  |